# Reyner Banham
Peter Reyner Banham (Norwich, 2 marzo 1922 – Londra, 19 marzo 1988) è stato un critico d'arte e teorico dell'architettura britannico.

## Biografia
Meglio conosciuto per il suo libro Architettura della prima età della macchina (Theory and Design in the First Machine Age, 1960) e per Los Angeles: The Architecture of Four Ecologies (Los Angeles: l'architettura delle quattro ecologie, 1971) nel quale classificava l'architettura di Los Angeles in quattro diversi modelli ecologici: Surfurbia, Foothills, The Plains of Id e Autopia.
Visse quasi sempre a Londra, ma si trasferì negli Stati Uniti nel 1976. Studiò con Anthony Blunt, Siegfried Giedion e Nikolaus Pevsner. Pevsner lo stimolò a studiare la storia dell'architettura moderna, ma nel suo Architettura della prima età della macchina (1960), Banham andò anche oltre le teorie di Pevsner, analizzando una serie di edifici modernisti e dimostrando che il loro funzionalismo era ancora sottoposto a limitazioni e restrizioni. 
Nel 1962 scrisse una guida all'architettura moderna più tardi intitolata Age of Masters, a Personal View of Modern Architecture ("L'età dei maestri, una visione personale dell'architettura moderna").
Durante la sua attività critica ebbe forti connessioni con l'Independent Group, partecipando all'allestimento del This is Tomorrow Show del 1956, considerato l'atto di nascita della pop art inglese. Fu amico di Peter e Alison Smithson e di James Stirling, apprezzando il loro stile che definiva New Brutalism e che documentò in un saggio omonimo del 1955. Predisse una «seconda età» delle macchina legata ai meccanismi del consumo di massa. Nel suo The Architecture of Well-Tempered Environment (L'architettura dell'ambiente ben-temperato, 1969) seguiva le teorie di Giedion, considerando le tecnologie abitative (impianti elettrici, riscaldamento, condizionamento d'aria) come anche più importanti delle strutture formali degli edifici. Queste idee, negli anni Sessanta, influenzarono particolarmente Cedric Price, Peter Cook e il gruppo di Archigram.
Il pensiero ecologista e, successivamente, lo shock petrolifero del 1973, influenzarono profondamente le teorie di Banham negli anni successivi. Si trasferì negli USA e studiò Los Angeles, imparando a guidare per poterla «leggere in lingua originale», per la BBC girò un documentario sulla città intitolato Reyner Banham Loves Los Angeles ("Reyner Banham ama Los Angeles"). Considerò il postmoderno come un modello sconfortante e ruppe con l'utopia della tecnica. Nel suo Deserti americani ("America Deserts", 1982) e A Concrete Atlantis ("Un'Atlantide di cemento", 1986) approfondisce il tema dello spazio aperto e dà anticipazioni sulla sua idea di futuro.
Come professore, Banham insegnò all'università di Londra, alla State University di New York (SUNY) a Buffalo e all'Università della California a Santa Cruz. Ricoprì anche la cattedra Sheldon H. Solow presso l'Istituto di Belle Arti della New York University a New York.

## Libri pubblicati in italiano
- Il Nuovo Brutalismo. Etica o Estetica?, Bologna, Edizioni Pendragon, 2025
- Los Angeles. L'architettura di quattro ecologie, Torino, Einaudi, 2009
- Deserti americani, Torino, Einaudi, 2006
- Architettura della prima età della macchina, Milano, Marinotti, 2005
- Architettura della seconda età della macchina. Scritti 1955-1988, Milano, Electa Mondadori, 2004
- Ambiente e tecnica dell'architettura moderna, traduzione di Giovanni Morabito e Cristian Stanescu, Editori Laterza, 1995
- L'Atlantide di cemento. Edifici industriali americani e architettura moderna europea 1900 - 1925. Bari, Laterza, 1990 (A concrete Atlantis. U.S. Industrial building and european modern architecture 1900 - 1925. The Massachusetts Institute of Technology, 1986)
- Le tentazioni dell'architettura. Megastrutture, Bari, Laterza, 1980 (Megastructure: Urban Futures of the Recent Past, Harper and Row, 1976)